# SAR-Klasse NG 4
Die Lokomotiven der Klasse NG 4 der South African Railways (SAR) waren Tenderlokomotiven mit der Achsfolge 2'C1' für 610-mm-Schmalspur (NG steht für Narrow Gauge).

## Geschichte
Die Lokomotiven wurden für die Bahnstrecke von Port Shepstone nach Harding (an der Südküste von Natal) gebaut, die auch als Alfred County Railway bekannt war. Sieben Lokomotiven lieferte Kerr Stuart zwischen 1911 und 1914. Sie entsprachen im Aussehen und in den meisten Abmessungen den von Hawthorn Leslie gebauten Maschinen der Natal Government Railways, die von der SAR als Klasse NG 3 übernommen worden waren. Wie diese hatten sie einen außenliegenden Plattenrahmen und Heusinger-Steuerung. Der Kessel war jedoch leistungsfähiger, und die Lokomotiven hatten deshalb auch ein höheres Gewicht. 
Die NG 4 blieben während ihrer gesamten Einsatzzeit in Natal, und bis zum Erscheinen der Klasse NGG 13 trugen sie die Hauptlast des Verkehrs auf der Alfred County Railway. Die Ausmusterung erfolgte um 1950.

## Verbleib
Nur eine der sieben Lokomotiven ist erhalten geblieben. Lok Nr. NG 16 war zuletzt im Rangierdienst im Einsatz und wurde 1953 an die Rustenburg Platinum Mines verkauft, wo sie bis zum Umbau des Streckennetzes auf Kapspur im Jahr 1972 als Reservelokomotive bereitgehalten wurde. 
Anschließend ging die Lokomotive zurück an die SAR, wo sie für die Erhaltung zurückgestellt wurde. Nach Aufenthalten in Port Elizabeth und bei der inzwischen privatisierten Alfred County Railway in Port Shepstone, wo die Restaurierung jeweils aufgrund äußerer Umstände nicht zustande gekommen ist, wurden die durch Korrosion mittlerweile stark beschädigten Reste der Lokomotive 2003 vom Sandstone Heritage Trust übernommen. 
Bis 2007 wurde die Lokomotive restauriert und ist heute in betriebsfähigem Zustand. 